# WWF Junior Heavyweight Championship
WWWF/WWF Junior Heavyweight Championship było tytułem mistrzowskim profesjonalnego wrestlingu promowanym przez federację World (Wide) Wrestling Federation i New Japan Pro Wrestling dla wrestlerów o mniejszej wadze. Tytuł został utworzony w 1967 i zdezaktywowany w 1985.
W kwietniu 1994, pas mistrzowski był użyty jako trofeum dla pierwszego posiadacza Super J Cup, który zdobył Wild Pegasus.

## Historia tytułu
| Nr. | Mistrz                               | Panowanie | Data                 | Dni | Miejsce              | Notki |
| --- | ------------------------------------ | --------- | -------------------- | --- | -------------------- | --- |
| 1 | Paul DeGalles                        | 1         | Wrzesień 1965        |     |                      | |
| 2 | Johnny De Fazio                      | 1         | 1967                 |     |                      | |
| 3 | Bradley Lowe                         | 1         |                      |     |                      | |
| 4 | Jonny De Fazio                       | 2         |                      |     |                      | |
| 5 | Jackie Nicholas                      | 2         |                      |     | New England          | |
| 6 | Johnny De Fazio                      | 3         |                      |     |                      | |
| 7 | Jackie Nicholas                      | 3         |                      |     |                      | |
| 8 | Johnny De Fazio                      | 4         |                      |     |                      | |
| — | Zwakowany                            | —         | 1972                 | -   | -                    | De Fazio zwakował tytuł w 1972 z powodu emerytury. |
| 9 | Carlos Jose Estrada                  | 1         | 20 stycznia 1978     | 3   | Uniondale, Nowy Jork | Pokonał Tony Garea'ę odzyskując tytuł na rzecz WWWF. |
| 10 | Tatsumi Fujinami                     | 1         | 23 stycznia 1978     | 617 | Nowy Jork, Nowy Jork | Przeniósł się do New Japan Pro Wrestling z tytułem. |
| 11 | Ryuma Go                             | 1         | 2 października 1979  | 2   | Osaka, Japonia       | |
| 12 | Tatsumi Fujinami                     | 2         | 4 października 1979  | 789 | Tokio, Japonia       | |
| — | Zwakowany                            | —         | Grudzień 1981        | -   | -                    | Fujinami dołączył do dywizji heavyweight. |
| 13 | Tiger Mask                           | 1         | 1 stycznia 1982      | 125 | Tokio, Japonia       | Pokonał Dynamite Kida o zwakowany tytuł, lecz w kwietniu 1982 zwakował tytuł po doznaniu kontuzji. |
| 14 | Black Tiger (oryginalnie Mark Rocco) | 1         | 6 maja 1982          | 20  | Fukuoka, Japonia     | Pokonał Gran Hamadę w decydującej walce. |
| 15 | Tiger Mask                           | 2         | 26 maja 1982         | 312 | Osaka, Japonia       | |
| — | Zwakowany                            | —         | 3 kwietnia 1983      | -   | -                    | Tiger Mask został kontuzjowany przez Dynamite Kida w tag team matchu dwie noce wcześniej. Tej samej nocy 3 kwietnia, Dynamite Kid i Kuniaki Kobayashi walczyli o tytuł i rezultat nie wskazał zwycięzcy. |
| 16 | Tiger Mask                           | 3         | 13 czerwca 1983      | 60  | Meksyk               | Pokonał Fishmana w decydującej walce. |
| — | Zwakowany                            | —         | 12 sierpnia 1983     | -   | -                    | Tiger Mask zakończył karierę. |
| 17 | Dynamite Kid                         | 1         | 7 lutego 1984        | 268 | Tokio, Japonia       | Wygrał finał turnieju pokonując The Cobre 7 lutego 1984 w Tokio. Zwakowano tytuł kiedy w listopadzie 1984 British Bulldogs przenieśli się do All Japan Pro Wrestling.                                    |
| 18 | The Cobra                            | 1         | 28 grudnia 1984      | 143 | Nowy Jork, Nowy Jork | Pokonał Black Tigera w decydującej walce. |
| 19 | Hiro Saito                           | 1         | 20 maja 1985         | 69  | Hiroshima, Japonia   | |
| 20 | The Cobra                            | 2         | 28 lipca 1985        | 95  | Osaka, Japonia       | |
| — | Zdezaktywowany                       | —         | 31 października 1985 | -   | -                    | Zwakowano i porzucono gdy New Japan i WWF zakończyli współpracę. |
| Shiro Koshinaka pokonał The Cobrę 28 czerwca 1986 w Tokio stając się pierwszym IWGP Junior Heavyweight Champion. |                                      |           |                      |     |                      | |